# McClure (Ohio)
McClure es una villa ubicada en el condado de Henry en el estado estadounidense de Ohio. En el Censo de 2010 tenía una población de 725 habitantes y una densidad poblacional de 562,1 personas por km².

## Geografía
McClure se encuentra ubicada en las coordenadas 41°22′16″N 83°56′29″O / 41.37111, -83.94139. Según la Oficina del Censo de los Estados Unidos, McClure tiene una superficie total de 1.29 km², de la cual 1.29 km² corresponden a tierra firme y (0%) 0 km² es agua.

## Demografía
Según el censo de 2010, había 725 personas residiendo en McClure. La densidad de población era de 562,1 hab./km². De los 725 habitantes, McClure estaba compuesto por el 96.14% blancos, el 0.14% eran afroamericanos, el 0.14% eran amerindios, el 0.41% eran asiáticos, el 0% eran isleños del Pacífico, el 2.21% eran de otras razas y el 0.97% pertenecían a dos o más razas. Del total de la población el 7.31% eran hispanos o latinos de cualquier raza.